# I liga polska w piłce siatkowej kobiet (2010/2011)
I liga polska w piłce siatkowej kobiet 2010/2011 – 21. edycja ligowych rozgrywek piłki siatkowej kobiet drugiego szczebla w Polsce, zorganizowana przez Polski Związek Piłki Siatkowej pod nazwą I ligi.

## System rozgrywek
- Etap I – dwurundowa faza zasadnicza przeprowadzona w formule ligowej, systemem kołowym (tj. "każdy z każdym – mecz i rewanż").
- Etap II – faza play-off, składająca się z 3 rund.

## Drużyny uczestniczące
| \| \| Uczestnicy poprzedniej edycji \| \| \| --------------------------------------------------------------------------------------------------------------------------------------------------------------------------------- \| -------------------------------- \| ------- \| \| OST \| AZS KSZO Ostrowiec Świętokrzyski \| 3 \| \| POL \| PSPS Chemik Police \| 4 \| \| PSZ \| PLKS Pszczyna \| 5 \| \| MYS \| Silesia Volley Mysłowice/Chorzów \| 7/10[1] \| \| SOS \| SMS PZPS Sosnowiec \| 11 \| \| \| Spadek z PLK \| \| \| PIŁ \| PTPS Piła \| 9[2] \| \| GDA \| Gedania Żukowo \| 10 \| \| \| Awans z II ligi \| \| \| MUR \| KS Piecobiogaz Murowana Goślina \| 1 \| \| KRA \| Eliteski UEK Kraków \| 2 \| \| GLI \| KŚ Politechniki Śląskiej Gliwice \| 4 \| \| WAR \| Bank BPS Sparta Warszawa \| [3] \| \| Oznaczenia: - kolumna pierwsza – skróty nazw drużyn wpisane na mapie (jeśli ta została zamieszczona), - kolumna trzecia – miejsce zajęte przez daną drużynę w poprzednim sezonie. \| \| \| | MURMYSKRAOSTPSZPOLGLIWARSOSGDAPIŁ Lokalizacja klubów grających w I lidze 2010/2011 |       |
| | Uczestnicy poprzedniej edycji                                                      |       |
| OST | AZS KSZO Ostrowiec Świętokrzyski                                                   | 3     |
| POL | PSPS Chemik Police                                                                 | 4     |
| PSZ | PLKS Pszczyna                                                                      | 5     |
| MYS | Silesia Volley Mysłowice/Chorzów                                                   | 7/10  |
| SOS | SMS PZPS Sosnowiec                                                                 | 11    |
| | Spadek z PLK                                                                       |       |
| PIŁ | PTPS Piła                                                                          | 9     |
| GDA | Gedania Żukowo                                                                     | 10    |
| | Awans z II ligi                                                                    |       |
| MUR | KS Piecobiogaz Murowana Goślina                                                    | 1     |
| KRA | Eliteski UEK Kraków                                                                | 2     |
| GLI | KŚ Politechniki Śląskiej Gliwice                                                   | 4     |
| WAR | Bank BPS Sparta Warszawa                                                           | [ 3 ] |
| Oznaczenia: - kolumna pierwsza – skróty nazw drużyn wpisane na mapie (jeśli ta została zamieszczona), - kolumna trzecia – miejsce zajęte przez daną drużynę w poprzednim sezonie. |                                                                                    |       |

## Rozgrywki

### Faza zasadnicza

#### Tabela wyników
| Gospodarz \ Gość1                | PIŁ | MUR | POL | MYS | OST | KRA | PSZ | GDA | WAR | SOS | GLI |
| -------------------------------- | --- | --- | --- | --- | --- | --- | --- | --- | --- | --- | --- |
| PTPS Piła                        | -   | 3:0 | 2:3 | 3:0 | 2:3 | 3:2 | 3:0 | 3:0 | 3:2 | 3:1 | 3:0 |
| KS Murowana Goślina              | 2:3 | -   | 3:0 | 3:2 | 3:0 | 3:1 | 3:0 | 3:0 | 3:0 | 3:1 | 3:0 |
| PSPS Chemik Police               | 2:3 | 0:3 | -   | 3:1 | 3:2 | 3:1 | 3:1 | 3:0 | 3:0 | 3:0 | 3:0 |
| Silesia Volley Mysłowice/Chorzów | 0:3 | 0:3 | 2:3 | -   | 3:0 | 3:1 | 3:0 | 3:1 | 3:0 | 3:0 | 3:1 |
| KSZO Ostrowiec Świętokrzyski     | 1:3 | 2:3 | 0:3 | 0:3 | -   | 3:2 | 3:0 | 3:0 | 3:0 | 3:0 | 3:0 |
| Eliteski UEK Kraków              | 0:3 | 3:1 | 2:3 | 1:3 | 3:2 | -   | 3:0 | 3:2 | 3:1 | 3:0 | 3:0 |
| PLKS Pszczyna                    | 0:3 | 1:3 | 3:1 | 3:1 | 1:3 | 3:2 | -   | 3:0 | 3:1 | 3:1 | 3:0 |
| Gedania Żukowo                   | 0:3 | 2:3 | 3:2 | 3:2 | 2:3 | 2:3 | 1:3 | -   | 3:1 | 3:2 | 3:0 |
| Bank BPS Sparta Warszawa         | 1:3 | 0:3 | 2:3 | 0:3 | 2:3 | 3:0 | 0:3 | 3:1 | -   | 3:1 | 2:3 |
| SMS PZPS Sosnowiec               | 0:3 | 3:1 | 0:3 | 0:3 | 1:3 | 0:3 | 3:0 | 2:3 | 3:1 | -   | 1:3 |
| KŚ Politechniki Śląskiej Gliwice | 0:3 | 0:3 | 0:3 | 1:3 | 3:0 | 0:3 | 0:3 | 3:1 | 0:3 | 1:3 | -   |

Źródło: 
1 Drużyna gospodarzy jest wymieniona po lewej stronie tabeli.
Kolory:
  zwycięstwo gospodarzy 3:0 lub 3:1
  zwycięstwo gospodarzy 3:2
  zwycięstwo gości 3:0 lub 3:1
  zwycięstwo gości 3:2

#### Tabela
| Lp. | Drużyna                          | Pkt | Mecze | Mecze | Mecze | Rodzaj wyniku | Rodzaj wyniku | Rodzaj wyniku | Rodzaj wyniku | Rodzaj wyniku | Rodzaj wyniku | Sety | Sety | Sety  | Małe punkty | Małe punkty | Małe punkty |
| Lp. | Drużyna                          | Pkt | M     | W     | P     | 3:0           | 3:1           | 3:2           | 2:3           | 1:3           | 0:3           | wyg. | prz. | stos. | zdob.       | str.        | stos.       |
| --- | -------------------------------- | --- | ----- | ----- | ----- | ------------- | ------------- | ------------- | ------------- | ------------- | ------------- | ---- | ---- | ----- | ----------- | ----------- | ----------- |
| 1   | PTPS Piła                        | 52  | 20    | 18    | 2     | 11            | 3             | 4             | 2             | 0             | 0             | 58   | 17   | 3.41  | 1739        | 1379        | 1.26        |
| 2   | KS Piecobiogaz Murowana Goślina  | 46  | 20    | 16    | 4     | 10            | 3             | 3             | 1             | 2             | 1             | 52   | 21   | 2.48  | 1673        | 1484        | 1.13        |
| 3   | PSPS Chemik Police               | 42  | 20    | 15    | 5     | 7             | 3             | 5             | 2             | 1             | 2             | 50   | 28   | 1.79  | 1751        | 1608        | 1.09        |
| 4   | Silesia Volley Mysłowice/Chorzów | 39  | 20    | 12    | 8     | 7             | 5             | 0             | 3             | 2             | 3             | 44   | 29   | 1.52  | 1686        | 1545        | 1.09        |
| 5   | KSZO Ostrowiec Świętokrzyski     | 32  | 20    | 11    | 9     | 5             | 2             | 4             | 3             | 1             | 5             | 40   | 37   | 1.08  | 1669        | 1660        | 1.01        |
| 6   | Eliteski UEK Kraków              | 31  | 20    | 10    | 10    | 5             | 2             | 3             | 4             | 4             | 2             | 42   | 38   | 1.11  | 1766        | 1722        | 1.03        |
| 7   | PLKS Pszczyna                    | 29  | 20    | 10    | 10    | 4             | 5             | 1             | 0             | 3             | 7             | 33   | 37   | 0.89  | 1546        | 1554        | 0.99        |
| 8   | Gedania Żukowo                   | 18  | 20    | 6     | 14    | 1             | 1             | 4             | 4             | 4             | 6             | 30   | 51   | 0.59  | 1688        | 1847        | 0.91        |
| 9   | Bank BPS Sparta Warszawa         | 16  | 20    | 4     | 16    | 2             | 2             | 0             | 4             | 5             | 7             | 25   | 50   | 0.5   | 1486        | 1696        | 0.88        |
| 10  | SMS PZPS Sosnowiec               | 14  | 20    | 4     | 16    | 1             | 3             | 0             | 2             | 6             | 8             | 22   | 51   | 0.43  | 1540        | 1746        | 0.88        |
| 11  | KŚ Politechniki Śląskiej Gliwice | 11  | 20    | 4     | 16    | 1             | 2             | 1             | 0             | 3             | 13            | 15   | 52   | 0.29  | 1320        | 1623        | 0.81        |

Źródło: 
Punktacja: 3:0 i 3:1 – 3 pkt; 3:2 – 2 pkt; 2:3 – 1 pkt; 1:3 i 0:3 – 0 pkt
Zasady ustalania kolejności: 1. liczba punktów; 2. stosunek setów; 3. stosunek małych punktów; 4. bilans w bezpośrednich meczach
     Faza play-off
     Spadek do II ligi

### Play-off

#### Ćwierćfinały
(Do 3 zwycięstw)
| Data       | Gospodarz              | Rezultat                                | Gość                   |
| ---------- | ---------------------- | --------------------------------------- | ---------------------- |
| 25.03.2011 | PTPS Piła              | 3:0 (25:18, 25:20, 25:7)                | Gedania Żukowo         |
| 26.03.2011 | PTPS Piła              | 3:0 (25:17, 25:16, 25:11)               | Gedania Żukowo         |
| 26.03.2011 | PTPS Piła              | 3:0 (25:18, 25:20, 28:26)               | Gedania Żukowo         |
| 19.03.2011 | KS Murowana Goślina    | 3:0 (25:17, 25:19, 25:23)               | PLKS Pszczyna          |
| 20.03.2011 | KS Murowana Goślina    | 3:1 (25:19, 23:25, 25:21, 25:15)        | PLKS Pszczyna          |
| 26.03.2011 | PLKS Pszczyna          | 0:3 (21:25, 19:25, 17:25)               | KS Murowana Goślina    |
| 19.03.2011 | Chemik Police          | 3:0 (25:17, 26:24, 25:19)               | AZS UEK Kraków         |
| 20.03.2011 | Chemik Police          | 2:3 (25:10, 25:21, 17:25, 18:25, 11:15) | AZS UEK Kraków         |
| 26.03.2011 | AZS UEK Kraków         | 3:0 (25:14, 25:19, 26:24)               | Chemik Police          |
| 27.03.2011 | AZS UEK Kraków         | 3:0 (29:27, 25:22, 25:19)               | Chemik Police          |
| 19.03.2011 | Silesia Volley         | 3:2 (22:25, 22:25, 25:18, 25:18, 15:11) | AZS KSZO Ostrowiec Św. |
| 20.03.2011 | Silesia Volley         | 3:1 (25:12, 25:21, 21:25, 25:16)        | AZS KSZO Ostrowiec Św. |
| 26.03.2011 | AZS KSZO Ostrowiec Św. | 1:3 (23:25, 17:25, 25:23, 19:25)        | Silesia Volley         |

#### Turniej o miejsca 5-8
Wyniki
| Data       | Gospodarz              | Rezultat                               | Gość                   |
| ---------- | ---------------------- | -------------------------------------- | ---------------------- |
| 15.04.2011 | Chemik Police          | 3:1 (25:22, 23:25, 25:21, 25:15)       | Gedania Żukowo         |
| 15.04.2011 | AZS KSZO Ostrowiec Św. | 3:1 (23:25, 25:8, 25:23, 25:22)        | PLKS Pszczyna          |
| 16.04.2011 | Gedania Żukowo         | 0:3 (17:25, 10:25, 24:26)              | PLKS Pszczyna          |
| 16.04.2011 | Chemik Police          | 0:3 (22:25, 22:25, 21:25)              | AZS KSZO Ostrowiec Św. |
| 17.04.2011 | AZS KSZO Ostrowiec Św. | 3:0 (25:21, 25:21, 25:17)              | Gedania Żukowo         |
| 17.04.2011 | PLKS Pszczyna          | 3:2 (23:25, 25:17, 25:22, 22:25, 15:9) | Chemik Police          |

Tabela
| Lp. | Drużyna                      | Pkt | Mecze | Mecze | Mecze | Rodzaj wyniku | Rodzaj wyniku | Rodzaj wyniku | Rodzaj wyniku | Rodzaj wyniku | Rodzaj wyniku | Sety | Sety | Sety  | Małe punkty | Małe punkty | Małe punkty |
| Lp. | Drużyna                      | Pkt | M     | W     | P     | 3:0           | 3:1           | 3:2           | 2:3           | 1:3           | 0:3           | wyg. | prz. | stos. | zdob.       | str.        | stos.       |
| --- | ---------------------------- | --- | ----- | ----- | ----- | ------------- | ------------- | ------------- | ------------- | ------------- | ------------- | ---- | ---- | ----- | ----------- | ----------- | ----------- |
| 5   | KSZO Ostrowiec Świętokrzyski | 9   | 3     | 3     | 0     | 2             | 1             | 0             | 0             | 0             | 0             | 9    | 1    | 9     | 248         | 202         | 1.23        |
| 6   | PLKS Pszczyna                | 5   | 3     | 2     | 1     | 1             | 0             | 1             | 0             | 1             | 0             | 7    | 5    | 1.4   | 264         | 247         | 1.07        |
| 7   | PSPS Chemik Police           | 4   | 3     | 1     | 2     | 0             | 1             | 0             | 1             | 0             | 1             | 5    | 7    | 0.71  | 261         | 268         | 0.97        |
| 8   | Gedania Żukowo               | 0   | 3     | 0     | 3     | 0             | 0             | 0             | 0             | 1             | 2             | 1    | 9    | 0.11  | 193         | 249         | 0.78        |

#### Półfinały
(Do 3 zwycięstw)
| Data       | Gospodarz           | Rezultat                                | Gość                |
| ---------- | ------------------- | --------------------------------------- | ------------------- |
| 02.04.2011 | PTPS Piła           | 3:0 (25:22, 25:22, 25:17)               | Silesia Volley      |
| 03.04.2011 | PTPS Piła           | 3:0 (25:23, 25:18, 25:18)               | Silesia Volley      |
| 10.04.2011 | Silesia Volley      | 1:3 (17:25, 15:25, 25:23, 20:25)        | PTPS Piła           |
| 02.04.2011 | KS Murowana Goślina | 3:0 (25:19, 25:19, 25:23)               | AZS UEK Kraków      |
| 03.04.2011 | KS Murowana Goślina | 3:2 (22:25, 25:20, 25:18, 20:25, 15:13) | AZS UEK Kraków      |
| 09.04.2011 | AZS UEK Kraków      | 0:3 (19:25, 14:25, 22:25)               | KS Murowana Goślina |

#### Finał
(Do 3 zwycięstw)
| Data       | Gospodarz           | Rezultat                                | Gość                |
| ---------- | ------------------- | --------------------------------------- | ------------------- |
| 16.04.2011 | PTPS Piła           | 3:2 (18:25, 25:20, 25:20, 21:25, 15:11) | KS Murowana Goślina |
| 17.04.2011 | PTPS Piła           | 3:0 (25:18, 25:20, 25:19)               | KS Murowana Goślina |
| 30.04.2011 | KS Murowana Goślina | 1:3 (21:25, 25:23, 21:25, 24:26)        | PTPS Piła           |

## Klasyfikacja końcowa
| Lp. | Drużyna                          |
| --- | -------------------------------- |
| 1.  | PTPS Piła                        |
| 2.  | KS Piecobiogaz Murowana Goślina  |
| 3.  | Silesia Volley Mysłowice/Chorzów |
| 4.  | Eliteski UEK Kraków              |
| 5.  | AZS KSZO Ostrowiec Świętokrzyski |
| 6.  | PLKS Pszczyna                    |
| 7.  | PSPS Chemik Police               |
| 8.  | Gedania Żukowo                   |
| 9.  | Bank BPS Sparta Warszawa         |
| 10. | SMS PZPS Sosnowiec               |
| 11. | KŚ Politechniki Śląskiej Gliwice |

     Awans
     Spadek do II ligi